# Нектаринка мала
Нектари́нка мала (Leptocoma minima) — вид горобцеподібних птахів родини нектаркових (Nectariniidae). Ендемік Індії.

## Опис

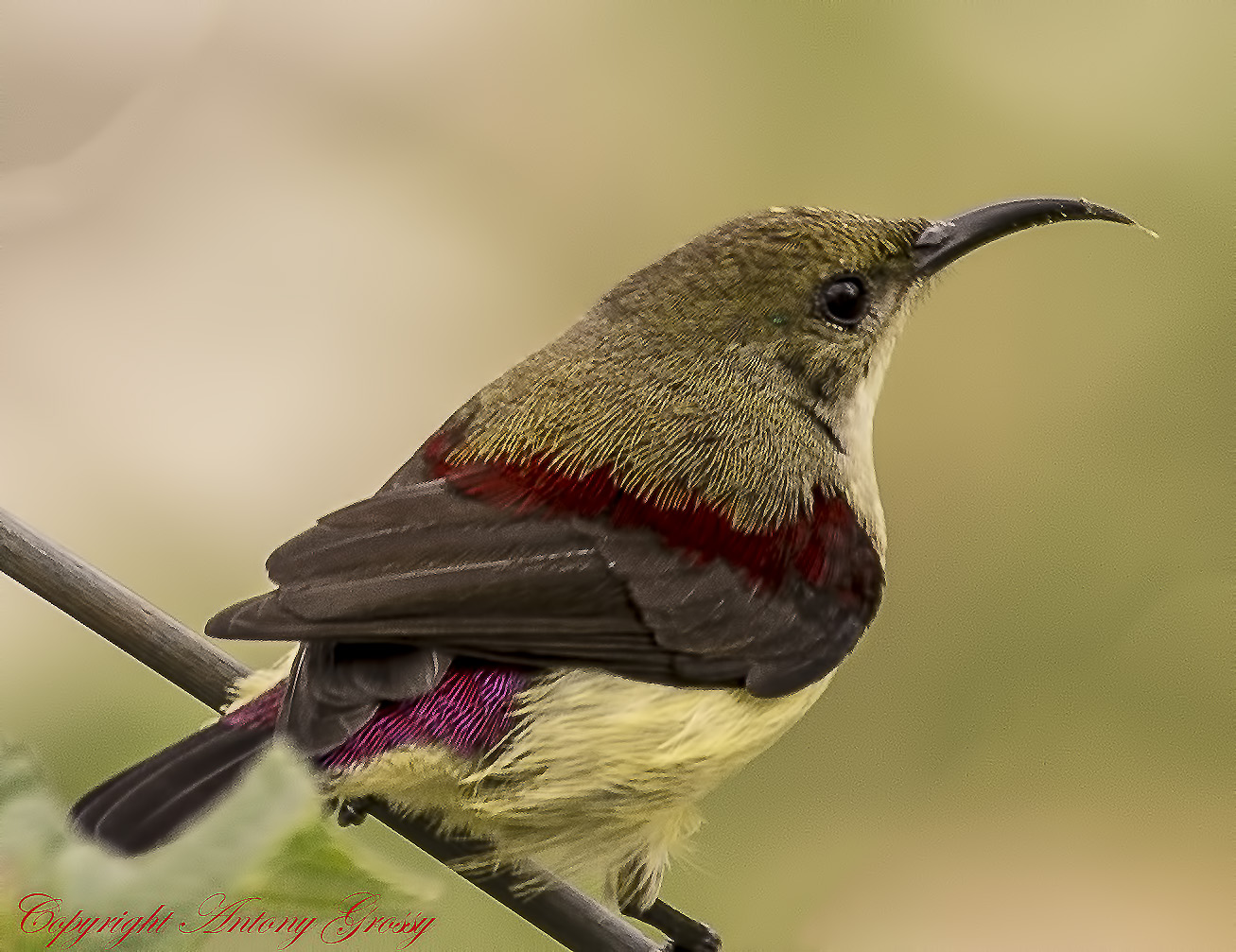
Самиця малої нектаринки

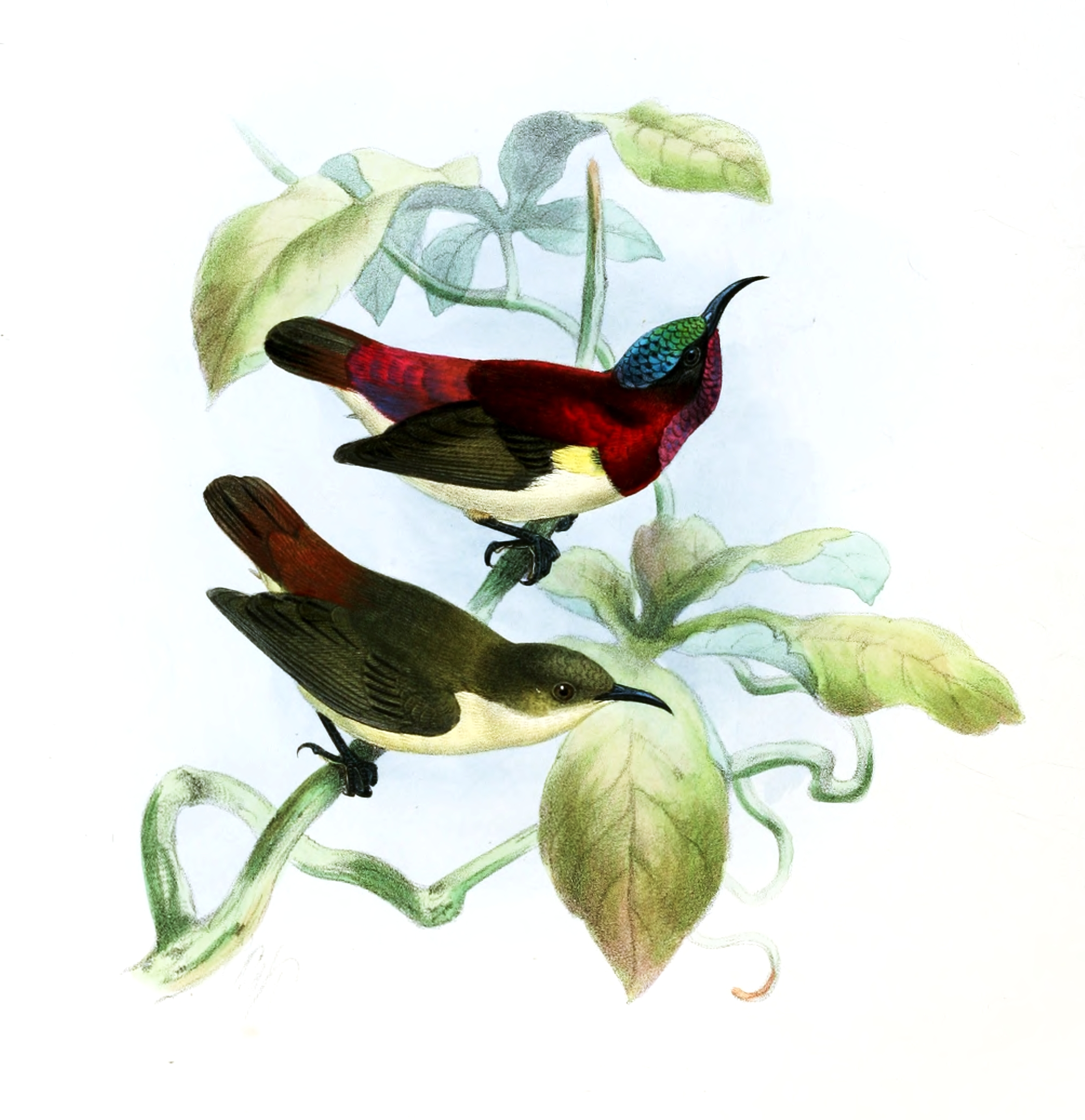
Малі нектаринки

Довжина птаха становить 8 см. У дорослих самців під час сезону розмноження спина і верхні покривні пера крил бордово-червоні, на грудях широкий червоний комірець, окаймлений чорною смужкою. Тім'я зелене, металево-блискуче, решта голови чорна, на горлі і на надхвісті рожево-фіолетові плями. Нижня частина тіла жовтувата. Під час негніздового періоду у самців верхня частина тіла оливкова, бордово-червоними залишаються лише покривні пера крил і нижня частина спини. Самиці мають оливково-коричневе забарвлення, надхвістя у них червоне. Дзьоб тонкий, вигнутий, пристосований до живлення нектаром.

## Поширення і екологія
Малі нектаринки поширені в Західних Гатах на південному заході Індії. Вони живуть у вологих тропічних лісах, в садах і на плантаціях. Під час сезону дощів вони мігрують в долини. Живляться нектаром і комахами, є важливими запилювачами деяких видів рослин. Гніздяться протягом всього року, з піком в грудні-березні. В кладці 2 яйця. Інкубаційний період триває 18-19 днів.